# WK League
La WK-League és el campionat nacional de lliga per a clubs femenins de futbol a Corea del Sud. Va ser creat al 2009 i es juga de primavera a tardor, amb una fase regular i una final a tres. Actualment el juguen set equips.

## Palmarès
|        | 1r                 | 2n                 | 3r             | 4t                    | 5è                    | 6è             | 7è                    | 8è              |
| Edició | Final              | Final              | Fase regular   | Fase regular          | Fase regular          | Fase regular   | Fase regular          | Fase regular    |
| ------ | ------------------ | ------------------ | -------------- | --------------------- | --------------------- | -------------- | --------------------- | --------------- |
| 2009   | Icheon Daekyo      | Incheon Red Angels | Seoul Amazones | Chungnam Ilhwa Chunma | Boeun Sangmu          | Suwon FMC      |                       |                 |
| 2010   | Suwon FMC          | Incheon Red Angels | Icheon Daekyo  | Seoul Amazones        | Chungnam Ihlwa Chunma | Boeun Sangmu   |                       |                 |
| Edició | Final a tres       | Final a tres       | Final a tres   | Fase regular          | Fase regular          | Fase regular   | Fase regular          | Fase regular    |
| 2011   | Icheon Daekyo      | Incheon Red Angels | Suwon FMC      | Boeun Sangmu          | Chungnam Ihlwa Chunma | Seoul Amazones | Hwacheon KSPO         | Gumi Sportstoto |
| 2012   | Icheon Daekyo      | Incheon Red Angels | Hwacheon KSPO  | Gumi Sportstoto       | Seoul Amazones        | Suwon FMC      | Chungnam Ihlwa Chunma | Boeun Sangmu    |
| 2013   | Incheon Red Angels | Seoul Amazones     | Icheon Daekyo  | Hwacheon KSPO         | Gumi Sportstoto       | Suwon FMC      | Boeun Sangmu          |                 |
| 2014   | Incheon Red Angels | Icheon Daekyo      | Seoul Amazones | Gumi Sportstoto       | Suwon FMC             | Boeun Sangmu   | Hwacheon KSPO         |                 |
| 2015   | Incheon Red Angels | Icheon Daekyo      | Suwon FMC      | Hwacheon KSPO         | Gumi Sportstoto       | Seoul Amazones | Boeun Sangmu          |                 |